# 900년

## 연호
- 당(唐) 광화(光化) 3년
- 일본(日本) 쇼타이(昌泰) 3년
- 후백제(後百濟) 정개(政開) 1년

## 기년
- 당(唐) 소종(昭宗) 12년
- 신라(新羅) 효공왕(孝恭王) 4년
- 후백제(後百濟) 견훤(甄萱) 9년
- 발해(渤海) 대위해(大瑋瑎) 7년
- 태봉(泰封) 궁예(弓裔) 6년

## 사건
- 2월 1일 - 교황 요한 9세가 선종하자 뒤를 이어 교황 베네딕토 4세가 즉위했다.
- 미국 뉴멕시코주 차코 캐니언에서 푸에블로 보니토가 건설되었다.
- 군뵤른 울프손이 그린란드를 발견했다.
- 동아프리카 해안에서 무역으로 인하여 아랍인, 페르시아인, 인도인과 반투족의 교류가 시작되었다. 해안에 거주하던 반투족 중 상당수는 이슬람교를 받아들였다. 무역을 위해 동아프리카 해안에 도달한 외부인 중 일부는 소팔라까지 진출했다.

## 탄생
- 고려(高麗)의 승려(僧侶), 탄문(坦文)
- 동란국의 군주, 야율배
- 오나라의 황제, 양부

## 사망
- 1월 - 교황 요한 9세
- 4월 - 픽트인의 왕, 돔날 2세 막 카우산틴
- 8월 30일 - 케른텐 공국의 변경백, 수벤티발두스
- 더블린 왕국의 왕비, 아우드 듀푸드가
- 신라의 승려, 절중